# أندري
أندري هو لاعب كرة قدم برازيلي في مركز الوسط، ولد في 28 نوفمبر 1998 في مونتيس كلاروس في البرازيل. لعب مع نادي ايلوسبورت.